# Comté de Pima
Le comté de Pima est un comté de l'Arizona aux États-Unis. Lors du recensement de 2020, il comptait une population de 1 043 433 habitants. Son siège de comté est la ville de Tucson.

## Politique
Accueillant une forte minorité hispanique et l'université de l'Arizona, le comté de Pima vote traditionnellement en faveur du Parti démocrate.

## Démographie
| Groupe            | Comté de Pima | Arizona | États-Unis |
| ----------------- | ------------- | ------- | ---------- |
| Blancs            | 74,3          | 73,0    | 72,4       |
| Autres            | 12,3          | 12,1    | 6,2        |
| Métis             | 3,7           | 3,4     | 2,9        |
| Afro-Américains   | 3,5           | 4,1     | 12,6       |
| Amérindiens       | 3,3           | 4,6     | 0,9        |
| Asiatiques        | 2,6           | 2,8     | 4,8        |
| Océaniens         | 0,2           | 0,2     | 0,2        |
| Total             | 100           | 100     | 100        |
|                   |               |         |            |
| Latino-Américains | 34,6          | 29,7    | 16,7       |

Selon l'American Community Survey pour la période 2011-2015, 71,36 % de la population âgée de plus de 5 ans déclare parler l’anglais à la maison, 23,65 % déclare parler l'espagnol, 0,62 % une langue chinoise et 4,37 % une autre langue.
| 1870  | 1880   | 1890   | 1900   | 1910   | 1920   |
| ----- | ------ | ------ | ------ | ------ | ------ |
| 5 716 | 17 006 | 12 673 | 14 689 | 22 818 | 34 680 |

| 1930   | 1940   | 1950    | 1960    | 1970    | 1980    |
| ------ | ------ | ------- | ------- | ------- | ------- |
| 55 676 | 72 838 | 141 216 | 265 660 | 351 667 | 531 443 |

| 1990    | 2000    | 2010    | 2020      | - | - |
| ------- | ------- | ------- | --------- | - | - |
| 666 880 | 843 746 | 980 263 | 1 043 433 | - | - |